# 厦门开放大学
厦门开放大学，与厦门城市职业学院一个机构两块牌子，位于中国福建省厦门市，是福建省的一所公办省属成人高等学校，创办于2005年。该校现有思明校区和集美校区。